# Murfreesboro (Arkansas)
|  | For andre betydninger, se Murfreesboro |
Murfreesboro er en amerikansk by og administrativt centrum i det amerikanske county Pike County i staten Arkansas. Ved folketællingen i 2000 havde byen et indbyggertal på 1.764.

## Ekstern henvisning
- Murfreesboros hjemmeside Arkiveret 25. september 2020 hos  Wayback Machine (engelsk)

34°3′59″N 93°41′21″V / 34.06639°N 93.68917°V